# Лама (Санту-Тирсу)
Лама (порт. Lama) — район (фрегезия) в Португалии, входит в округ Порту. Является составной частью муниципалитета Санту-Тирсу. Находится в составе крупной городской агломерации Большой Порту. По старому административному делению входил в провинцию Дору-Литорал. Входит в экономико-статистический субрегион Аве, который входит в Северный регион. Население составляет 1515 человек на 2001 год. Занимает площадь 2,14 км².